# 루카스 보예
루카스 아리엘 보예(스페인어: Lucas Ariel Boyé, 1996년 2월 28일 ~ )는 아르헨티나의 축구 선수로, 현재 스페인 라리가의 그라나다에서 활약하고 있다. 포지션은 스트라이커이다.